# Прапор Беніну
Прапор Беніну — один з офіційних символів держави Бенін.
Спочатку прийнятий в 1959. Був змінений в 1975 році після приходу до влади марксистів, проте після відновлення старого режиму був знов прийнятий 1 серпня 1990 року.
Кольори прапора — традиційні африканські: зелений, що символізує надію, жовтий — процвітання і червоний — хоробрість.

## Дизайн
Кольори прапора мають культурне, політичне та регіональне значення. Як сказано в національному гімні, зелений колір прапора символізує надію на нову демократію. Червоний символізує мужність предків, а жовтий – скарби нації На континентальному рівні жовтий, зелений і червоний символізували рух Панафриканістів; три кольори були використані Африканським демократичним об’єднанням, політичною партією, яка представляла інтереси Французької Західної Африки в Національній асамблеї Франції під час деколонізації. Крім того, кольори такі ж, як і на прапорі Ефіопії. Це вшановує найстарішу незалежну країну в Африці та єдину націю, крім Ліберії, яка залишилася незалежною під час Колонізації Африки.

## Кольорова схема
|         | Зелений     | Жовтий          | Червоний  |
| ------- | ----------- | --------------- | --------- |
| Pantone | 341c        | Середньо-жовтий | 185c      |
| CMYK    | 100-0-41-47 | 0-17-94-1       | 0-96-82-9 |
| RGB     | 0-136-80    | 252-210-15      | 233-9-41  |
| HEX     | #008850     | #FCD20F         | #E90929   |

## Конструкція прапора
|                     |
| Конструкція прапора |

## Історичні прапори
| Прапор | Роки використання | Пропорції | Влада                    | Опис |
| ------ | ----------------- | --------- | ------------------------ | --- |
|        | 1818–1859         |           | Королівство Дагомея      | Королівський прапор короля Гезо. Він містив біле поле з червоною рамкою та слона в центрі. |
|        | 1859-1890         |           | Королівство Дагомея      | Відомо, що король Ґлеле не використовував жодних королівських прапорів чи знамен. |
|        | 1890–1894         |           | Королівство Дагомея      | Королівський прапор короля Беганзіна, на якому зображено світло-блакитне поле з гербом у центрі. |
|        | 1894–1959         | 2:3       | Французька Дагомея       | Французький триколор використовувався як офіційний прапор французької Дагомеї. |
|        | 1959–1975         | 2:3       | Республіка Дагомея       | Перший прапор Дагомеї був представлений 16 листопада 1959 року, після того, як Дагомея отримала напівавтономний статус у Французькій співдружності. Він складається з двох горизонтальних жовтої та червоної смуг на маховій стороні та зеленої вертикальної смуги на підйомі. |
|        | 1975–1990         | 2:3       | Народна Республіка Бенін | Новий прапор був представлений у 1975 році після державного перевороту 1972 року та створення Народної Республіки Бенін. Він складався із зеленого поля, зарядженого п’ятикутною червоною зіркою у верхньому лівому кантоні. Це зміна кольорів прапора правлячої партії.       |
|        | 1990–дотепер      | 2:3       | Ресупубліка Бенін        | Прапор, який був до 1975 року, було знову прийнято в 1990 році після відновлення багатопартійної демократії. |